# Đôn Túc Hoàng quý phi
Đôn Túc Hoàng quý phi (chữ Hán: 敦肅皇貴妃; Khoảng 1695 - 27 tháng 12, năm 1725), Niên thị (年氏), Hán Quân Tương Hoàng kỳ, là một phi tần rất được sủng ái của Thanh Thế Tông Ung Chính Đế. Bà được biết đến là em gái của danh thần triều Ung Chính là Phủ viễn Đại tướng quân, kiêm Tổng đốc Xuyên Thiểm Niên Canh Nghiêu.
Khác với hầu hết chế độ Trắc Phúc tấn từ đời Càn Long về sau, Niên thị tuy là Kỳ phân Tá lĩnh, song bà cũng như một số nữ tử Bao y đã sớm vào phủ hầu Ung Chính Đế khi còn là Hoàng tử, rồi được Khang Hi Đế tấn phong, mà không phải từ Bát Kỳ tuyển tú chỉ định để thành Trắc Phúc tấn, như đại đa số quy định về sau dành cho các Kỳ phân Tá lĩnh. Đương ở triều Ung Chính, Niên thị là Quý phi duy nhất, thường được biết đến là "sủng phi", được Ung Chính Đế ân ái khác thường, sự sủng ái có thể được nhìn nhận là vượt qua Hiếu Kính Hiến Hoàng hậu.
Trong lịch sử hậu cung nhà Thanh, bà cũng là người đầu tiên được sơ phong từ Tiềm để làm Quý phi, cũng là người qua đời khi ở danh vị Hoàng quý phi, hình thức tang lễ của bà trở thành điển phạm cho các Hoàng quý phi của triều Thanh vào các đời sau.

## Tiểu sử

### Ung vương Trắc phi
Đôn Túc Hoàng quý phi Niên thị là người thuộc gia tộc Quảng Ninh Niên thị (廣寧年氏), người huyện Hoài Viễn, Phượng Dương (nay là tỉnh An Huy). Nguyên quán gia tộc này thuộc Quảng Ninh, Phụng Thiên, là nhà quan lại thế gia triều Minh. Những năm Thuận Trị, họ Niên nhập tịch Mãn Châu, cư ngụ tại Bắc Kinh. Sang năm Thuận Trị thứ 12 (1655), tổ phụ của Niên thị là Niên Trọng Long (年仲隆) tham dự khoa khảo, thoát ly nô tịch, đưa vào Hán Quân Tương Bạch kỳ.
Phụ thân bà là Hồ Quảng Tuần phủ, tước Nhất đẳng Công Niên Hà Linh (年遐龄). Trong nhà bà, anh trưởng Niên Hi Nghiêu (年希尧) làm đến Tuần phủ Quảng Đông, Hữu Thị lang bộ Công, sau thăng Tổng quản của Nội vụ phủ. Một người anh thứ của Niên thị là Niên Canh Nghiêu, quan đến Phủ viễn Đại tướng quân, kiêm Tổng đốc Xuyên Thiểm. Những năm 50 triều Khang Hi, Niên thị được Khang Hi Đế phong làm Trắc Phúc tấn của Ung Thân vương Dận Chân - Hoàng tử thứ tư của Khang Hi Đế. Tuy nhiên Niên thị là được trực tiếp chỉ hôn, hay là từ Cách cách tấn phong vẫn có nghi vấn. Theo chỉ dụ về sau lên làm Hoàng quý phi, có vẻ là Niên thị hầu hạ trong phủ một thời gian, rồi mới tấn phong làm Trắc Phúc tấn, và với thứ tự như vậy thì Niên thị có lẽ là đệ nhị Trắc Phúc tấn, vị thứ sau Lý thị - người sinh Hoằng Thời. Với chế độ đầu Thanh, việc Niên thị không phải Bao y, mà vào hầu phủ rồi phong Trắc Phúc tấn cũng có thể xảy ra, đấy gọi là chế độ ["Thuộc nhân"; 属人] - tức những gia tộc chịu sự liên kết và quản lý bởi một Thân vương hoàng tử. Về sau, thân phận như Niên thị ngày càng giảm.
Năm Khang Hi thứ 54 (1715), ngày 12 tháng 3 (âm lịch), Niên thị sinh hạ con gái thứ tư của Dận Chân, nhưng qua đời sớm vào tháng 5 năm Khang Hi thứ 56 (1717), vừa 2 tuổi. Năm Khang Hi thứ 59 (1720), ngày 25 tháng 5 (âm lịch), bà hạ sinh Phúc Nghi (福宜), là con trai thứ 7 của Dận Chân (đây là tính theo số con sinh ra không kể mất sớm). Nhưng sang năm sau (1721), ngày 13 tháng 1, Phúc Nghi qua đời, chỉ tròn 8 tháng tuổi.
Năm Khang Hi thứ 60 (1721), ngày 9 tháng 10, cách không lâu sau cái chết của Phúc Nghi, Niên thị tiếp tục hạ sinh Phúc Huệ (福惠), tên cũ [Hoằng Thịnh; 弘晟]. Đây là con trai thứ 8 (tính theo số đếm lại thành thứ 7) của Dận Chân.

### Ung Chính Đế Quý phi
Năm Khang Hi thứ 61 (1722), ngày 13 tháng 11 (tức ngày 20 tháng 12 dương lịch), Khang Hi Đế băng hà. Sang ngày 20 tháng 11 (tức ngày 27 tháng 12 dương lịch), Ung Thân vương Dận Chân lên ngôi, tức [Ung Chính Đế].
Năm Ung Chính nguyên niên (1723), ngày 14 tháng 2 (âm lịch), sau khi tuyên bố sách lập Hoàng hậu Na Lạp thị, Hoàng đế ra chỉ phong Trắc Phúc tấn Niên thị làm Quý phi, Trắc Phúc tấn Lý thị tấn phong làm Tề phi, Cách cách Nữu Hỗ Lộc thị làm Hi phi. Lúc này, gia tộc họ Niên phụng chỉ nhập Tương Hoàng kỳ của Hán Quân.
Cùng năm đó, ngày 10 tháng 5 (âm lịch), Quý phi Niên thị hạ sinh Phúc Phái (福沛). Vào lúc bà mang thai Phúc Phái, cũng là khi đại tang Khang Hi Đế, có thể nói áp lực cùng không khí không tương đồng một chút nào. Có lẽ do hành lễ bái tang trong một khoảng thời gian dài, thai khí không ổn đã dẫn đến việc Niên thị sinh ra Phúc Phái cơ bản là không giữ được, liền 1 tháng sau thì Phúc Phái cũng chết non. Khi tấn phong Quý phi, thân thể của Niên thị có dấu hiệu đã bị thương tật rất nặng nề, không chỉ do nhiều lần mang thai mà ra, cũng phần nhiều bởi sự thương cảm đối với Phúc Phái vắn số.
Ngày 21 tháng 12 (âm lịch) cùng năm, lấy Văn Hoa điện Đại học sĩ Tung Chúc (嵩祝) làm Chính sứ, Lễ bộ Hữu Thị lang Tam Thái (三泰) làm Phó sứ, hành lễ sách phong.
Sách văn viết:
| “                                     | 朕惟起化璇闱，爰赖赞襄之职。协宣坤教，允推淑慎之资。聿考彝章，式崇位序。咨尔妃年氏，笃生令族，丕著芳声，赋质温良，持躬端肃。凛箴规于图史，克勤克俭，表仪范于珩璜，有典有则。曾仰承皇太后慈谕，以册宝封尔为贵妃。尔其时怀只敬，承庆泽之方新，益懋柔嘉衍鸿庥于有永。敬哉。 . Trẫm duy khởi hóa toàn vi, viên lại tán tương chi chức. Hiệp tuyên khôn giáo, duẫn thôi thục thận chi tư. Duật khảo di chương, thức sùng vị tự. Tư nhĩ Phi Niên thị, đốc sinh lệnh tộc, phi trứ phương thanh, phú chất ôn lương, trì cung đoan túc. Lẫm châm quy vu đồ sử, khắc cần khắc kiệm, biểu nghi phạm vu hành hoàng, hữu điển hữu tắc. Tằng ngưỡng thừa Hoàng thái hậu từ dụ, dĩ sách bảo phong nhĩ vi Quý phi. Nhĩ kỳ thời hoài chỉ kính, thừa khánh trạch chi phương tân, ích mậu nhu gia diễn hồng hưu vu hữu vĩnh. Kính tai. | ” |
| — Sách văn tấn phong Quý phi Niên thị | |   |

Khi đó, Quý phi Niên thị là Phi tần duy nhất có tước vị Quý phi trong cung. Hậu cung nhà Thanh, dưới Hoàng hậu có Hoàng quý phi rồi đến Quý phi, như vậy địa vị của Niên thị khi đó chỉ duy nhất dưới Hoàng hậu Na Lạp thị, vì khi đó không có Hoàng quý phi. Trong khi đó Trắc Phúc tấn Lý thị, sinh ra Hoàng tử Hoằng Thời - con trai lớn nhất thành niên khi ấy của Ung Chính Đế, và cũng có tư lịch cao hơn Niên thị, thế mà cũng chỉ phong làm Tề phi, ngang hàng với Cách cách Nữu Hỗ Lộc thị, phong Hi phi.
Niên hiệu Sùng Đức thời Hoàng Thái Cực, sách lập Hiếu Đoan Văn hoàng hậu cùng sách phong Tứ phi là Thần phi Hải Lan Châu, Quý phi Na Mộc Chung, Thục phi Ba Đặc Mã Tảo và Trang phi Bố Mộc Bố Thái, Hoàng Thái Cực đã cho làm lễ [Khánh hạ; 慶賀] cho cả triều đình chúc mừng. Trong dịp ấy, Công chúa, Vương phi và Mệnh phụ nhập triều bái lạy Hoàng hậu, đồng thời cũng bái lạy Tứ phi bằng [Tứ túc nhị quỵ nhị khấu lễ; 四肃二跪二叩礼]. Sang thời Ung Chính, Niên thị khi tấn phong Quý phi là gặp ngay đại điển lập Hậu, do đó theo lệ cũ mà Niên thị cũng nhận triều bái của Công chúa, Thân vương Phúc tấn cùng các Cáo mệnh phu nhân khi vào triều bái lạy Hoàng hậu. Về sau, Tuệ Hiền Hoàng quý phi Cao thị cũng chịu ân điển này, trở thành điển phạm của các Quý phi được phong cùng lúc với đại điển lập Hậu của triều Thanh, ghi vào Hội điển.
Sang năm thứ 3 (1725), tháng 8 (âm lịch), đã hết tang kỳ của Khang Hi Đế, triều đình làm lễ gia viên, ý là muốn trang trọng chúc mừng sách lập Hoàng hậu, nhân đó có ý muốn chúc mừng Quý phi do đại điển lập Hậu từng bái kiến qua. Thế nhưng Ung Chính Đế khước từ và nói chúc mừng Hoàng hậu sách lập thì chỉ nên có Hoàng hậu được hưởng thụ, Quý phi chỉ là tần phi, làm sao có thể hưởng thụ được. Điều này có thể nhìn ra, Ung Chính Đế tuy sủng ái Niên thị, song đối với Hoàng hậu Na Lạp thị vẫn có sự tôn trọng nhất định. Quý phi Niên thị vì chuyện này mà rất không vui, nhưng Ung Chính Đế rất kiên quyết không nhượng bộ.

## Bất hạnh qua đời

### Tấn phong Hoàng quý phi
Năm Ung Chính thứ 3 (1725), tháng 11 (âm lịch), Quý phi Niên thị lâm bệnh nặng. Ngay khi đó, Ung Chính Đế phải đi Cảnh lăng tế bái, Quý phi không thể đi theo. Chỉ sau mấy ngày, Hoàng đế lặn lội đường xa, hồi loan kinh thành, chuẩn bị Đông chí tế thiên đại điển, bên cạnh đó rất quan tâm bệnh tình của Quý phi.
Ngày 15 tháng 11 (âm lịch) cùng năm, Ung Chính Đế ra chỉ tấn phong Quý phi Niên thị làm Hoàng quý phi. Hoàng đế dụ Nội các như sau:
- [贵妃年氏，秉性柔嘉，持躬淑慎。朕在藩邸时，事圳克尽敬慎，在皇后前小心恭谨，驭下宽厚平和。皇考嘉其端庄贵重封为亲王侧妃。朕在即位后，贵妃于皇考，皇妣大事悉皆尽心力尽礼，实能赞襄内政。妃素病弱，三年以来朕办理机务，宵旰不遑，未及留心商确诊治，凡方药之事悉付医家，以致耽延日久。目今渐次沉重，朕心深为轸念。贵妃着封为皇贵妃，倘事一出，一切礼仪俱照皇贵妃行。]
- Quý phi Niên thị, bỉnh tính nhu gia, trì cung thục thận. Khi Trẫm còn ở Phiên để, hành sự cung kính và thận trọng, trước mặt Hoàng hậu luôn cung cẩn thuận theo, đối với kẻ dưới luôn khoan hạ đôn hậu. Hoàng khảo thấy này đoan trang cẩn thận, nên mới ban phong làm Thân vương Trắc phi. Sau khi Trẫm lên ngôi, Quý phi đối với đại sự của Hoàng khảo cùng Hoàng tỉ[11] rất tận tâm và hiếu lễ, quả thật đáng làm gương chốn Nội chính. Vốn Phi có bệnh, ba năm nay Trẫm lại luôn bận cơ vụ, ngày đêm đều không rảnh rỗi, (nàng) không tiện lưu tâm bồi dưỡng chuẩn xác, mọi chuyện thuốc men đều giao phó Ngự y, nhưng cũng không có cải thiện. Trước mắt bệnh đã chuyển biến trầm trọng, Trẫm thật sự đau xót. Quý phi nên tấn phong làm Hoàng quý phi. Những việc bày biện, lễ nghi đều nên án theo lệ cũ của Hoàng quý phi mà làm.

Ngày 18 tháng ấy, giao tế phủ nhất kết thúc, Ung Chính Đế miễn triều hạ ở Thái Hòa điện, tức tốc phi xe ngựa về Viên Minh Viên. Kế tiếp liên tiếp 5 ngày, trừ ngày 19 phát chỉ dụ các quan tỉnh và miễn thuế 4 huyện Giang Nam, còn lại cứ theo ghi chép trong Khởi cư chú (起居注), không nhìn thấy bất kì việc công văn nào mà Ung Chính Đế xử lý, điều này có nghĩa ông đã dành trọn thời gian quan tâm bệnh tình của Hoàng quý phi.

### An táng trọng thể
Ngày 23 tháng 11 (âm lịch), Hoàng quý phi Niên thị băng thệ tại Viên Minh Viên, thụy hiệu là Đôn Túc Hoàng quý phi (敦肅皇貴妃).
Trong lịch sử nhà Thanh, không tính Hoàng quý phi Đổng Ngạc thị của Thuận Trị Đế đã truy phong làm Hoàng hậu, thì Niên thị là Hoàng quý phi đầu tiên qua đời với tư cách Hoàng quý phi. Cũng vì lẽ đó, tang lễ của bà trở thành điển phạm cho tất cả tang lễ của các Hoàng quý phi về sau. Ngày Đôn Túc Hoàng quý phi mất, Ung Chính Hoàng đế nghỉ triều 5 ngày, cử hành đại lễ an táng Hoàng quý phi, đây là tang lễ chính thức dành cho một Hoàng quý phi của nhà Thanh. Trong lúc làm tang nghi, Ung Chính Đế thương cảm không thôi.
Khi đó, Thành Thân vương Dận Chỉ, Liêm Thân vương Dận Tự cùng Phụng ân Tướng quân trở lên, lãnh đạo Công - Hầu - Bá đến quan viên hàng Tứ phẩm trở lên, đều có mặt đầy đủ trong 3 ngày khóc tang. Đến nỗi Lễ bộ quan viên do là lần đầu có tang nghi Hoàng quý phi, đã bị liệt kê tội "Nghi thức qua loa", bị xử phạt cách chức hoặc giáng bậc 2 cấp. Tang lễ của bà cùng lễ sách thụy, dâng cáo Thái Miếu hậu điện, Phụng Tiên điện thế nào, về sau đều trở thành lệ trong tang nghi và truy tặng của Tuệ Hiền Hoàng quý phi và Triết Mẫn Hoàng quý phi. Vì lý do gặp tang nghi của Đôn Túc Hoàng quý phi, Ung Chính Đế còn ra chỉ dụ tạm hoãn phiên xử Niên Canh Nghiêu.
Những người con do Đôn Túc Hoàng quý phi đích thân hạ sinh, chỉ có Phúc Huệ là sống lâu nhất. Ung Chính Đế tư niệm đó là cốt nhục duy nhất của Niên thị nên cũng có sủng ái. Nhưng ở năm Ung Chính thứ 6 (1728), Phúc Huệ cũng bất hạnh quy thiên, Ung Chính Đế vì thương mà đặc cách dùng lễ táng Thân vương. Đến thời Càn Long, Hoàng đế từng nói về Phúc Huệ: ["Dụ, Trẫm huynh Đại a ca, nãi Hoàng tỷ Hiếu Kính Hoàng hậu sở sinh, Trẫm đệ Bát A ca, tố vì Hoàng khảo sở chung ái, đương nhật tằng dĩ Thân vương cải táng; 谕、朕兄大阿哥。乃皇妣孝敬皇后所生。朕弟八阿哥。素为皇考所钟爱当日曾以亲王殡葬], chứng minh việc Ung Chính Đế yêu quý Phúc Huệ trong Hoàng tộc đều biết
Năm Càn Long thứ 2 (1737), tháng 3, kim quan của Ung Chính Đế và Hiếu Kính Hiến Hoàng hậu đều cùng nhập địa cung của Thái lăng (泰陵), thuộc Thanh Tây lăng. Đôn Túc Hoàng quý phi cũng được táng phụ vào địa cung của Thái lăng với Đế-Hậu.

## Hậu duệ
Đôn Túc Hoàng quý phi Niên thị tổng cộng hạ sinh ba con trai và một con gái.
1. Hoàng tứ nữ [皇四女; 1715 - 1717], con gái thứ tư của Ung Chính Đế. Sinh ngày 12 tháng 3 năm Khang Hi thứ 54, mất vào tháng 5 năm Khang Hi thứ 56.
2. Phúc Nghi [福宜; 1720 - 1721], con trai thứ 7 của Ung Chính Đế, nhưng do mất sớm nên không thường xét thứ tự. Sinh ngày 25 tháng 5 năm Khang Hi thứ 59, mất ngày 13 tháng 1 năm Khang Hi thứ 60. Tròn 8 tháng.
3. Phúc Huệ [福惠; 1721 - 1728], tên cũ [Hoằng Thịnh; 弘晟], con trai thứ 6 trong số các con trai trưởng thành của Ung Chính Đế, nhưng thực ra là vị trí thứ 8 trong các con. Sinh ngày 9 tháng 10 năm Khang Hi thứ 60, mất ngày 9 tháng 9 năm Ung Chính thứ 6. Được truy tặng [Hòa Thạc Hoài Thân vương; 和碩怀親王][20].
4. Phúc Phái [福沛; 1723], con trai thứ 9 của Ung Chính Đế, nhưng do mất sớm nên không thường xét thứ tự. Sinh ngày 10 tháng 5 năm Ung Chính nguyên niên, mất tầm 1 tháng sau đó.

## Phim ảnh
| Năm  | Phim ảnh truyền hình                       | Diễn viên        | Thủ vai nhân vật |
| 1997 | 《Giang hồ kỳ hiệp truyện》                | Bào Chính Phương | Niên Nhuận Ngọc  |
| 1997 | 《Vương triều Ung Chính》                  | Thường Lâm       | Niên Thu Nguyệt  |
| 1999 | 《Ung Chính, Tiểu Điệp, Niên Canh Nghiêu》 | Đồ Thiện Ni      | Niên Tiểu Điệp   |
| 2003 | 《Thích hổ》                               | La Hải Quỳnh     | Niên Tiểu Bình   |
| 2010 | 《Cung tỏa tâm ngọc》                      | Đồng Lệ Á        | Niên Tố Ngôn     |
| 2011 | 《Bộ bộ kinh tâm》                         | Lục Mai Phương   | Niên Quý phi     |
| 2011 | 《Hậu cung Chân Hoàn truyện》              | Tưởng Hân        | Niên Thế Lan     |
| 2014 | 《Thực vi nô》                             | Hồ Định Hân      | Niên Nhược Bích  |
| 2017 | 《Họa lạc cung đình thác lưu niên》        | Lý Sa Mân Tử     | Niên Thù Viên    |